# Didier Retière

a Compétitions nationales et continentales officielles uniquement.

Didier Retière, né le 23 juin 1968 à Cholet, est un joueur et entraîneur de rugby à XV.
Il est l'entraîneur adjoint de l'équipe de France de rugby à XV aux côtés de Marc Lièvremont et Émile Ntamack du 24 octobre 2007 au 30 novembre 2011. De 2014 à 2022, il est directeur technique national de la Fédération française de rugby.
Depuis le 1er avril 2022, il est directeur du développement sportif de l'ASM Clermont Auvergne.

## Carrière
Didier Retière est formé au club de Conflans-Sainte-Honorine au poste de talonneur. Il est ensuite parti au Racing Club de France en junior. Il évolue ensuite au Stade dijonnais, au poste de pilier.
Il est pilier international universitaire et militaire. Didier Retière joue six saisons en division 1 (Racing Club de France, Le Creusot et Dijon), six en division 2 (PUC et Dijon), trois saisons en départemental (Hazebrouck, Pétoncle-sur-mer), et en Fédérale 3 à Nuits-Saint-Georges.
Il exerce la fonction de conseiller technique régional de Bourgogne. Ensuite, il entraîne l'équipe de France des moins de 19 ans de 2001 à 2005 (finaliste du championnat du monde 2002 et 2004) et des moins de 21 ans de 2005 à 2007 (avec Émile Ntamack).
Du 24 octobre 2007 au 30 novembre 2011, il est entraîneur adjoint de l'équipe de France de rugby à XV aux côtés de Marc Lièvremont et Émile Ntamack. Dans ce trio d'entraîneurs, Didier Retière a la tâche de s'occuper des avants du XV de France.
Le 15 février 2012, il est nommé consultant entraîneur responsable des avants au Racing Métro 92, jusqu'à la fin de la saison, en remplacement de Philippe Berbizier.
Avec Fabien Pelous (manager), il entraîne l'équipe de France des moins de 20 ans de 2011 à 2013, et participe aux Coupes du Monde en Afrique du Sud (2012) puis en France (2013). Il quitte ce poste en 2013 pour se consacrer à plein temps à sa fonction de DTN adjoint.
En octobre 2014, il est nommé directeur technique national de la FFR par le Ministère de la Ville, de la Jeunesse et des Sports.
En 2015, il fait partie de la commission de nomination du nouveau sélectionneur du XV de France présidée par Pierre Camou aux côtés de Serge Blanco, Jean Dunyach, Jean-Claude Skrela, Jo Maso et Jean-Pierre Lux. Ils confient le poste à Guy Novès, manager du Stade toulousain depuis 1993.
En décembre 2015, il fait partie de la cellule technique du XV de France, formée conjointement par les présidents de la FFR et de la LNR à la suite de l'échec de l'équipe de France à la Coupe du monde 2015, afin de présenter des propositions visant à améliorer sa compétitivité. En avril 2016, la cellule rend aux présidents Pierre Camou et Paul Goze un rapport où figurent quinze propositions,.
En décembre 2021, Didier Retière est nommé directeur du développement sportif de l'ASM Clermont à partir du 1er avril 2022.
En mars 2025 il est est nommé Directeur technique national de la Fédération Française de Tennis.

### Carrière de joueur
- 1990-1991 : Paris université club
- 1991-1993 : CO Le Creusot
- 1993-1997 : Stade dijonnais

### Carrière d’entraîneur

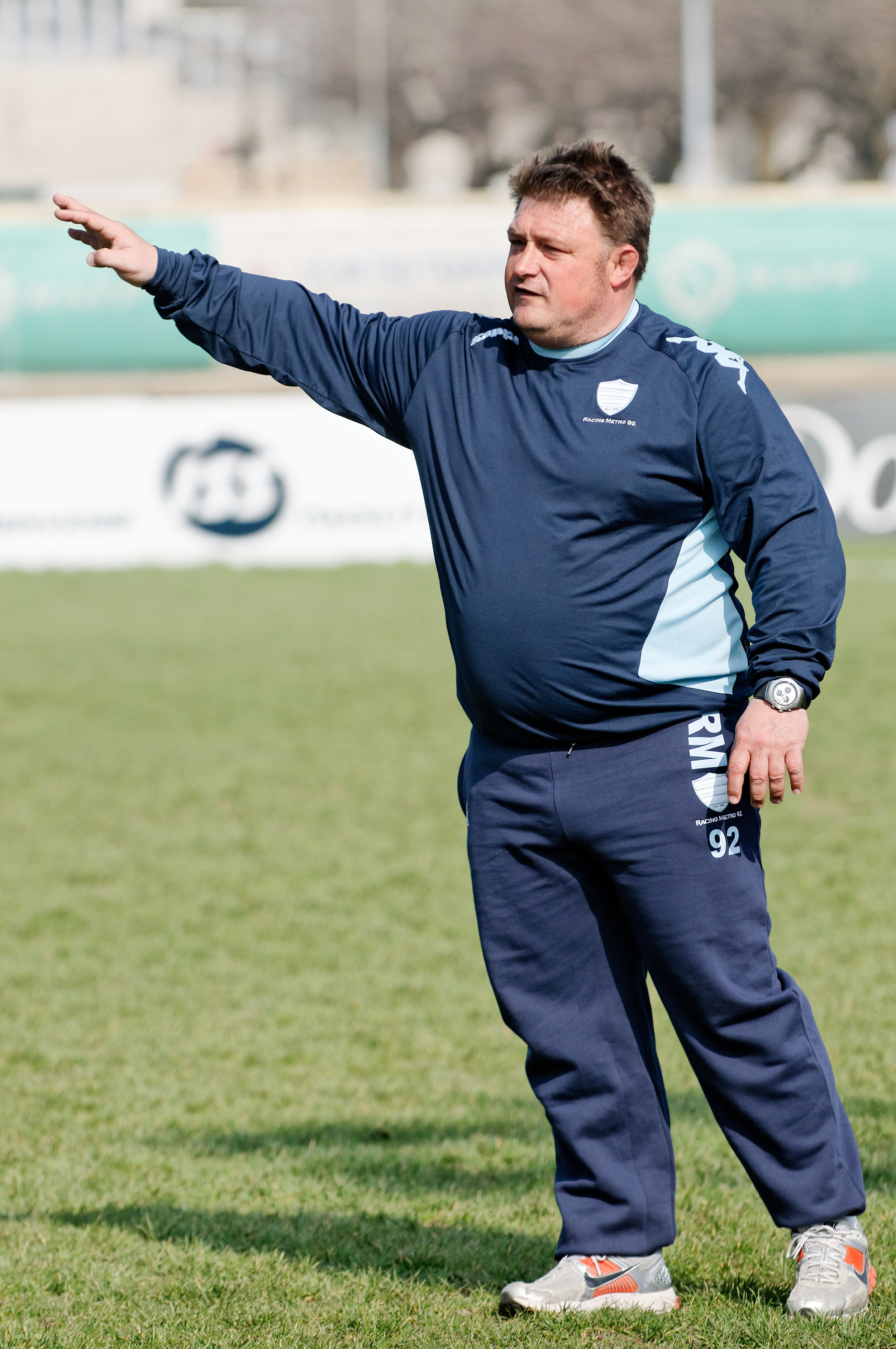
Didier Retière avec le Racing Métro 92 en 2012.

- 2001-2005 : Équipe de France de rugby à XV des moins de 19 ans
- 2005-2007 : Équipe de France de rugby à XV des moins de 21 ans (Champion du monde en 2006)
- 2007-2011 : Équipe de France de rugby à XV

| Année | Sélection | Tournoi     | Poste  | Classement IRB à la fin de l'année | Tournoi      | Coupe du monde |
| ----- | --------- | ----------- | ------ | ---------------------------------- | ------------ | -------------- |
| 2008  | France    | Six Nations | Avants | 7e                                 | 3e           | -              |
| 2009  | France    | Six Nations | Avants | 5e                                 | 3e           | -              |
| 2010  | France    | Six Nations | Avants | 6e                                 | Grand Chelem | -              |
| 2011  | France    | Six Nations | Avants | 3e                                 | 2e           | Finaliste      |

- 2011-2013 : Équipe de France de rugby à XV des moins de 20 ans
- Du 15 février 2012 à la fin de la saison 2012 : Racing Métro 92

## Famille
Son fils Arthur, né en 1997, est un joueur de rugby international français jouant au sein de l'effectif de l'Union Bordeaux Bègles et avec l'équipe de France de rugby à sept depuis 2016.
Son fils Edgar, né en 2001, joue au Biarritz olympique.